# Hauchecornite
L'hauchecornite (simbolo IMA: Hau) è un minerale molto raro della classe dei minerali "solfuri e solfosali" appartenente al gruppo omonimo con formula chimica Ni9BiSbS8 e quindi chimicamente un solfuro di antimonio-nichel-bismuto.

## Etimologia e storia
Nell'anno 1884 fu trovato una vena di questo minerale nella miniera di Friedrich vicino a Hövels nel distretto minerario di Hamm. Il materiale trovato contiene principalmente millerite e hauchecornite. Quest'ultima è stata trovata qui per la prima volta al mondo. Sebbene il geologo del governo prussiano Robert Scheibe avesse già presentato questo minerale nell'agosto 1888 all'Assemblea Generale della Società Geologica Tedesca a Halle a./S., una descrizione completa come nuovo minerale non poté essere fatta fino al 1893 a causa di difficoltà nell'analisi chimica. Scheibe chiamò il minerale in onore del geologo Heinrich Lambert Wilhelm Hauchecorne (1828-1900), Geheimer Oberbergrath e direttore dell'Istituto Geologico Reale e dell'Accademia Mineraria di Berlino. Hauchecorne era responsabile, tra l'altro, del coordinamento del rilevamento geologico in tutte le province prussiane e della preparazione delle carte geologiche. Il colore e la rappresentazione che scelse divennero anche un modello per la progettazione di mappe oltre i confini del Reich tedesco.
Sebbene il lavoro di Robert Scheibe fosse una descrizione esemplare e dettagliata dell'hauchecornite l'hauchecornite fino al 1950 fu considerata una miscela di diversi minerali. Ancora nel 1944, un passaggio della settima edizione del "Sistema di Mineralogia di Dana" recitava: "L'elaborata descrizione originale ha bisogno di una revisione". Fu solo dopo una nuova intensa indagine da parte di Martin Peacock, che corresse la composizione chimica e migliorò i dati cristallografici, che fu confermata l'indipendenza dell'hauchecornite come minerale. Nel 1980, l'hauchecornite è stata ridefinita come Ni9BiSbS8 ed è stato istituito un gruppo di minerali che prendono il nome da questo sulfosale.
Il campione tipo del minerale è conservato presso l'Università di Harvard, Cambridge, Massachusetts, USA, con il numero di catalogo 89710.

## Classificazione
Nell'obsoleta 8ª edizione della sistematica minerale secondo Strunz, l'hauchecornite apparteneva alla classe minerale dei "solfuri e solfosali" e lì alla sottoclasse dei "solfuri ecc. con M:S > 1:1", dove era classificata nell'appendice della "serie della pentlandite" con il numero di sistema II/A.07 insieme ai principali membri cobaltpentlandite, djerfisherite e pentlandite.
Nella Sistematica dei lapis (Lapis-Systematik) di Stefan Weiß, che è stata rivista l'ultima volta nel 2018 e si basa ancora sulla vecchia forma di sistematica di Strunz, al minerale è stato assegnato il sistema e il minerale nº II/B.15-020. In questa sistematica ciò corrisponde alla classe dei "solfuri e solfosali" e lì alla sottoclasse "solfuri, seleniuri e tellururi con il rapporto di quantità materiale metallo: S,Se,Te > 1:1", dove l'hauchecornite insieme all'arsenohauchecornite, alla bismutohauchecornite, alla tellurohauchecornite e alla tučekite forma il "gruppo dell'hauchecornite" con il numero di sistema II/B.15.
La 9ª edizione della sistematica minerale di Strunz, aggiornata l'ultima volta dall'Associazione Mineralogica Internazionale (IMA) nel 2024, classifica anche l'hauchecornite del respiro nella categoria dei "2.B Solfuri metallici, M:S > 1:1 (principalmente 2: 1)". Questo è ulteriormente suddiviso in base ai metalli predominanti nel composto, in modo che il minerale possa essere trovato in base alla sua composizione nella suddivisione "con nichel (Ni)", dove forma il "gruppo dell'hauchecornite" con numero di sistema 2.BB.10 insieme ad arsenohauchecornite, bismutohauchecornite, tellurohauchecornite e tučekite.
Anche la classificazione dei minerali di Dana, utilizzata principalmente nel mondo anglosassone, classifica l'hauchecornite nella classe dei "solfuri e solfosali" e lì nella sottoclasse dei "solfosali". La si trova insieme alla bismutohauchecornite, alla tellurohauchecornite, all'arsenohauchecornite e alla tučekite nel "gruppo dell'hauchecornite, solfuri complessi di nichel (tetragonali: P4/nnn o I4/mmm)" con il numero di sistema 03.02.05 all'interno della suddivisione "Solfosali con il rapporto z/y = 4 e la composizione (A+)i(A2+)j[ByCz], A = metalli, B = semimetalli, C = non metalli".

## Abito cristallino
L'hauchecornite cristallizza nel sistema cristallino tetragonale nel gruppo spaziale P4/mmm (gruppo nº 123) con le costanti di reticolo a = 7,300 Å e c = 5,402 Å e β = 117,1° così come una unità di formula per cella unitaria.
Il minerale si sviluppa in cristalli fino a 2 cm di dimensione.
Nella struttura cristallina dell'hauchecornite, i piani quadratici NiS4 sono collegati da angoli e bordi comuni in modo tale che si formi una rete tridimensionale, che è rafforzata da legami con atomi di bismuto (Bi) e antimonio (Sb) coordinati a sei. La struttura contiene 19 atomi in 6 tipi di posizioni non equivalenti: un atomo di Ni(1), otto atomi di Ni(2), un atomo Bi, un atomo M, quattro atomi S(1) e quattro atomi S(2). Può anche essere descritto come avente doppie bande Ni(2)-S collegate da catene Bi-Ni(1) in parallelo [001]. Le posizioni M (0.75Sb+0.3Bi) si trovano alle intersezioni delle quattro bande doppie. Bi e Ni(1) sono ottaedrici coordinati. Ni(2) è in una coordinazione quadratico-planare distorta con 4S. La posizione M è circondata da otto atomi di Ni(2). Le distanze Ni-Ni più strette nelle binarie suggeriscono un'interazione orbitale.

## Gruppo dell'hauchecornite
Nel 1972 sono state descritte tre varietà di hauchecornite, una varietà a predominanza di antimonio proveniente dalla miniera di Friedrich vicino a Wissen, una varietà a predominanza di arsenico proveniente dalla miniera di Vermilion e una varietà a predominanza di tellurio proveniente dalla miniera di Strathcona, entrambe nell'area del giacimento di nichel di Sudbury, Ontario, Canada. Le varietà a predominanza di arsenico e tellurio furono presto rinominate arsenohauchecornite e tellurohauchecornite e da allora sono state considerate minerali a sé. Nel 1980, il gruppo dell'hauchecornite è stato stabilito con una formula generale (Ni,Co,Fe)9BiMS8, dove Bi e M stanno per arsenico, antimonio, bismuto e tellurio su due posizioni strutturali non equivalenti. La classificazione dei rappresentanti del gruppo dell'hauchecornite si basa sulla predominanza degli elementi nelle posizioni Bi e M, assumendo che il nichel sia dominante nelle posizioni Ni(1) e Ni(2) e lo zolfo sia dominante nelle posizioni S(1) e S(2). Nella hauchecornite il nichel è dominante nelle posizioni Ni(1) e Ni(2), il bismuto è dominante nella posizione Bi, l'antimonio è dominante nella posizione M e lo zolfo è dominante nelle posizioni S(1) e S(2). Tučekit, Ni9Sb2S8 è l'analogo a dominanza antimonio dell'hauchecornite. Il minerale Ni9Bi2S8, è l'analogo a dominanza di bismuto dell'hauchecornite.

## Proprietà
I cristalli di hauchecornite raggiungono dimensioni massime di 10 mm × 10 mm × 6 mm nella località tipo, ma di solito sono molto più piccoli. Per i cristalli di calcopirite proveniente dalla miniera di Vermiglio, sono specificate dimensioni massime di 2 mm × 20 mm. I cristalli più grandi sono di solito molto meno formati di quelli piccoli. Di solito è facile vedere che tali esemplari più grandi sono costituiti da cristalli più piccoli che non sono completamente paralleli e che questo spesso si traduce in una curvatura delle superfici. 
I cristalli di hauchecornite provenienti dalla fossa di Friedrich possono essere suddivisi in quattro diversi tipi a causa della loro formazione in termini di abito cristallino, vale a dire cristalli pseudo-ottaedrici, prismatici corti, a forma di cubo e spessi o sottili lungo {001}. Nella pubblicazione originale dell'hauchecornite, R. Scheibe ha presentato in dettaglio questi diversi tipi e ha anche sottolineato che oltre alle cinque forme "pure", ci sono anche forme miste tra le varietà di habitus menzionate.

### Proprietà fisiche
I cristalli dell'hauchecornite sono di colore da giallo chiaro a giallo bronzo pallido, ma diventano scuri in tempi relativamente brevi. Il colore dello striscio del minerale è descritto come nero-grigiastro. I cristalli opachi hanno una vivida lucentezza metallica sulle superfici di frattura fresche. Il minerale non mostra alcuna sfaldatura distinguibile, ma si frattura in modo simile al quarzo, con le superfici di frattura a guscio piatto. Con una durezza Mohs pari a 5, l'hauchecornite è uno dei minerali medio-duri che possono essere graffiati con un coltellino tascabile, in modo simile al minerale di riferimento apatite. La densità misurata è compresa tra 6,35 e 6,47 g/cm³, a seconda dell'autore; La densità calcolata è di 6,58 g/cm³.
Nella luce riflessa la luce dell'hauchecornite è giallo bronzo. Rispetto alla millerite si presenta con una sfumatura decisamente rosa-brunastra con una riflettività leggermente inferiore rispetto alla millerite; è simile nell'olio, ma con una leggera sfumatura olivastra. La riflettività è elevata, compresa tra il 47,7 e il 50,6%. Il pleocroismo da riflessione è debole e appena visibile nell'aria. Gli effetti di anisotropia sono evidenti in luce polarizzata nell'aria e nell'olio, ma i colori non sono particolarmente vivaci.

### Proprietà chimiche
Il minerale viene attaccato dall'acido cloridrico in assenza di aria con lo sviluppo di acido solfidrico (H2S). Si scioglie in acido nitrico (HNO3) separando lo zolfo e anche facilmente in acqua regia. La soluzione si presenta di colore verde e, se diluita con abbondante acqua, conferisce la ben nota torbidità dovuta all'escrezione di composti basici di bismuto. Davanti al tubo di saldatura a carbone, l'hauchecornite si scioglie leggermente in una sfera magnetica giallo bronzo chiaro e dà una nebbia giallo scuro che diventa più chiara man mano che si raffredda. Sciolto con soda su carbone, dà fragili granelli magnetici di metallo. Tinge di viola la perla di borace nel fuoco di ossidazione. Quando si raffredda, diventa bruno-rossastro. Nella fiamma di riduzione, la perla diventa torbida.

## Origine e giacitura
L'hauchecornite si forma per effetto di processi idrotermali nelle vene contenenti nichel e antimonio durante la decomposizione dei minerali ricchi di nichel come ullmannite e gersdorffite. Nella località tipo, si presenta in paragenesi principalmente con millerite, ma anche ulmannite contenente bismuto-arsenico (kallilite), gersdorffite contenente antimonio, siegenite, bismutinite, oro nativo, galena e sfalerite nonché le vene quarzo, siderite e i prodotti di decomposizione "vetriolo di nichel", "ocra di bismuto", eritrite e goethite. Nei giacimenti canadesi, la calcopirite è il principale minerale associato, mentre il minerale, che trasporta l'hauchecornite, è costituito da millerite, pirrotite, gersdorffite, pirite, oro, niccolite, galena, rame nativo, sperrylite, michenerite e froodite.
L'hauchecornite è stata descritta come una formazione minerale molto rara solo da poche località. a partire dal 2016 sono noti circa 30 siti. La località tipo è considerata la miniera "Friedrich" nel distretto di Wissen di Schönstein nel Siegerland in Renania-Palatinato.
Altri siti nel Siegerland sono la miniera "Neue Eintracht" vicino a Freusburg e la miniera "Grüneau" vicino a Schutzbach, entrambe non lontano da Betzdorf, in Renania-Palatinato, così come la miniera "Brüderbund" nella valle di Kohlenbach vicino a Eiserfeld, la miniera "Eisernhardter Tiefbau" vicino a Eisern, la miniera Stahlberg nel distretto di Hilchenbach a Müsen, la miniera "Stahlseifen" vicino a Salchendorf non lontano da Neunkirchen, la miniera "Jakobskrone" nel distretto di Siegen di Achenbach e la miniera "Silberquelle" vicino a Obersdorf vicino a Wilnsdorf non lontano da Siegen, tutte nella Renania Settentrionale-Vestfalia. Infine, anche dall'area di deposito di Niederschlema-Alberoda in Sassonia.
Le località in Europa sono "Gödölye-bérc", Fertőrákos nei Monti Balfi, nella Contea di Győr-Moson-Sopron in Ungheria; i giacimenti piombo-zinco-argento della "Miniera Nieddoris" e della "Miniera Montevecchio", entrambi nei pressi di Arbus nella provincia del Provincia del Sud Sardegna in Sardegna (Italia); il giacimento di rame-nichel di Mončegorsk nella tundra di Monche, sulla penisola di Kola (Oblast' di Murmansk, circondario federale nordoccidentale, Russia); il giacimento di rame-argento-oro a Rudňany nel Distretto di Spišská Nová Ves (regione di Košice, Slovacchia); così come il giacimento di minerale di rame-cobalto "Tunaberg" vicino all'omonimo villaggio, Nyköping, Contea di Södermanland, Svezia.
Dal giacimento "Xingshutai", presso la contea di Yanqing della città governativa di Pechino nel nord della Cina; il giacimento di Ag-Pb della miniera di Central Balstrup nel giacimento minerario di Zeehan, Local government area della Tasmania, in Tasmania (Australia); così come la "Miniera di Joculluni" e la "Miniera Marimarini", entrambi nel Distretto di Berenguela, provincia di Pacajes, dipartimento di La Paz (Bolivia), in Bolivia.
Infine, da una serie di giacimenti e siti in Canada come la "Easter Island Dike" sul Grande Lago degli Schiavi, nei Territori del Nord-Ovest; così come il "Miniera di vermiglio", comune di Denison; Miniera di McCreedy Est, Miniera di McCreedy Ovest (Miniera di Levack West), Township di Levack e Miniera di Strathcona, tutte di Levack Township; la miniera di Maclennan e la miniera di Victor Deep, entrambe nel comune di MacLennan; e la Norman Property, Norman Township, tutti nel distretto di Sudbury, tutti in Ontario.

## Forma in cui si presenta in natura
I cristalli di hauchecornite sono di colore che vanno dal giallo chiaro a giallo bronzo pallido. Nel tempo, tuttavia, il minerale può diventare scuro se esposto all'aria. Sulla mattonella lascia uno striscio grigio-nero. L'hauchecornite è opaca in qualsiasi forma e ha una vivida lucentezza metallica sulle superfici di frattura fresche.